# Christa Orben
Christa Orben, geb. Stipp (* 1990 in Bingen am Rhein) ist eine deutsche Meteorologin und Fernsehmoderatorin.

## Leben und Wirken
Christa Orben wurde 1990 als Christa Stipp in Bingen am Rhein geboren und wuchs in Weiler bei Bingen auf. Im Jahr 2009 machte sie ihr Abitur am Stefan-George-Gymnasium. Während der Schulzeit absolvierte sie 2007 ein Praktikum bei EUMETSAT (Europäische Organisation für die Nutzung meteorologischer Satelliten) in Darmstadt. Das Praktikum nahm einen großen Einfluss auf ihren beruflichen Werdegang. Im Jahr 2008 nahm sie an der Deutschen SchülerAkademie teil. 2009 ging sie für den Freiwilligendienst nach Israel. Von 2009 bis 2012 studierte sie Meteorologie an der Universität Mainz und machte ihren Bachelor of Science in Meteorologie. Von 2011 bis 2013 arbeitete sie als studentische Hilfskraft am Institut für Physik der Atmosphäre, einem Forschungsinstitut des Deutschen Zentrums für Luft- und Raumfahrt. Im Jahr 2012 absolvierte sie ein Berufspraktikum beim privaten Wetterdienstleister Q.met und arbeitete anschließend dort mit. Von 2013 bis 2015 absolvierte sie einen berufsbegleitenden Masterstudiengang in Meteorologie an der Universität Mainz.
Seit Februar 2015 arbeitet Christa Orben in der Wetterredaktion des ZDF, seit Juli 2015 als Wettermoderatorin im ZDF-Mittagsmagazin  und anderen ZDF-Sendungen.